# Dmitrij Golicyn (generał)
Dmitrij Władimirowicz Golicyn (ros. Дмитрий Владимирович Голицын, ur. 29 października 1771, zm. 27 marca 1844 w Paryżu) – rosyjski generał kawalerii; pisarz wojskowy i polityk okresu wojen napoleońskich.
Urodził się w rodzinie księcia (kniazia) Władimira Borisowicza Golicyna (1731-1798) i jego żony Natalii z d. Czernyszowej (ps. „La Princesse Moustache” albo Dama pikowa).
Zmarł w Paryżu 27 marca 1844, kilka miesięcy przed jubileuszem 25-lecia jego urzędowania na stanowisku gubernatora Moskwy.

## Dzieła
- Essai sur le 4-eme livre de Vegece (1790)
- Manuel du volontaire en campagne (1794)
- Опыт наставлений, касающийся до экзерсиций и манёвров кавалерийского полка (1804)